# Heike Delitz
Heike Delitz (* 1974 in Karl-Marx-Stadt) ist eine deutsche Architektin, Soziologin, Hochschullehrerin und Fachbuchautorin. Sie ist Professorin für Kollektiv- und Kulturwissenschaften an der Universität Regensburg.

## Leben
Heike Delitz studierte von 1993 bis 1998 Architektur an der Hochschule für Technik und Wirtschaft Dresden und beendete es als Diplom-Ingenieurin. Während des Studiums arbeitete sie in einem Architekturbüro. Ab 1998 schloss sie ein Studium der Philosophie und Soziologie an der Technischen Universität Dresden an und legte 2004 das Master-Examen ab. Anschließend war sie wissenschaftliche Mitarbeiterin, erst an der TU Dresden, dann an der Universität Bamberg. Mit der Dissertationsschrift Architektur als Medium des Sozialen wurde sie in Dresden 2009 zur Dr. phil. promoviert. 2013 folgte die Habilitation im Fach Soziologie und Ernennung zur Privatdozentin an der Universität Bamberg. Seither übernahm sie Vertretungsprofessuren an der Ruprecht-Karls-Universität Heidelberg (2014), der Bergischen Universität Wuppertal (2015–2017), der Universität Bremen (2018/19), und der Europa-Universität Viadrina Frankfurt/Oder (2020/21). Seit dem Wintersemester 2021 war sie Vertretungsprofessorin für Soziologische Theorie an der Johannes Gutenberg-Universität Mainz.
2021 bis 2023 ist sie Mitglied des Vorstands der Deutschen Gesellschaft für Soziologie. Zum 1. April 2023 übernahm sie die Professur für Kollektiv- und Kulturwissenschaften an der Regensburger Universität.
Ihre Forschungsschwerpunkte sind unter anderen: Soziologische Theoriegeschichte, Kultursoziologie, Wissenssoziologie, Architektursoziologie.

## Schriften (Auswahl)
- Herausgeberin mit Robert Seyfert und Julian Müller: Handbuch Theorien der Soziologie. Springer VS, Wiesbaden 2025.
- als Hrsg.: Soziologische Denkweisen aus Frankreich. Springer VS, Wiesbaden 2022, ISBN 978-3-658-36948-4.
- Gesellschaftstheorien. Springer VS, Wiesbaden 2020, ISBN 978-3-658-31349-4.
- Kollektive Identitäten. Transcript, Bielefeld 2018, ISBN 	978-3-8376-3724-3.
- Herausgeberin mit Robert Seyfert und Frithjof Nungesser: Soziologien des Lebens. Überschreitung – Differenzierung – Kritik. transcript, Bielefeld 2018, ISBN 978-3-8376-4558-3.
- Bergson-Effekte. Aversionen und Attraktionen im französischen soziologischen Denken. Velbrück Wissenschaft, Weilerswist 2015, ISBN 978-3-95832-043-7 (zugleich Habilitationsschrift, Universität Bamberg 2013).
- Émile Durkheim zur Einführung. Junius, Hamburg 2013, ISBN 978-3-88506-068-0.
- Arnold Gehlen. UVK, Konstanz 2011, ISBN 978-3-86764-057-2.
- Gebaute Gesellschaft. Architektur als Medium des Sozialen. Campus, Frankfurt am Main/New York 2010, ISBN 978-3-593-39274-5 (zugleich Dissertationsschrift, Technische Universität Dresden 2009).
- Architektursoziologie. Transcript, Bielefeld 2009, ISBN 978-3-8376-1031-4.
- mit Joachim Fischer (Hrsg.): Die Architektur der Gesellschaft. Theorien für die Architektursoziologie. Transcript, Bielefeld 2009, ISBN 978-3-8376-1137-3.